# Conferencia de Salzburgo
La Conferencia de Salzburgo se presentó por la Comisión Europea como una prolongación de la Conferencia de Cork, de 1996, antes expuesta, cuyo proceso desembocó en las reformas de la Agenda 2000 que convirtieron al desarrollo rural en el segundo pilar de la PAC. La conferencia se celebró en un momento determinante de la política comunitaria en favor de las zonas rurales después de 2006 y en el contexto de la publicación del Tercer Informe sobre la Cohesión, previsto para finales de 2003. La política rural tenía que evolucionar a fin de responder a los nuevos desafíos en una Unión Europea ampliada. La conferencia permitió establecer una amplia reflexión sobre la experiencia adquirida en el marco de la aplicación de la actual generación de programas de desarrollo rural vigentes durante el periodo 2000-2006, así como extraer lecciones y conclusiones en cuanto a la próxima generación para el periodo 2007-2013. La conferencia reunió a los principales agentes del desarrollo rural de la UE. Entre estos se encontraban los representantes de los entonces 15 Estados miembros de la UE y de los países candidatos a la adhesión junto con representantes de otras instituciones europeas, de las autoridades nacionales y regionales, de la gestión de los programas, de los Grupos Leader, así como de un amplio abanico de asociaciones sectoriales y de ONG, de organismos internacionales, de universidades y de expertos, todos ellos esenciales para el éxito de esta política.